# Alcis subpunctata
Alcis subpunctata är en fjärilsart som beskrevs av Alfred Ernest Wileman 1911. Alcis subpunctata ingår i släktet Alcis och familjen mätare. Inga underarter finns listade i Catalogue of Life.